# Eduardo Abril Amores
Eduardo Abril Amores (Baracoa, 22 de diciembre de 1884-Santiago de Cuba, 28 de diciembre de 1961) fue un novelista, ensayista y músico cubano.

## Biografía
Hijo de Jerónimo Abril Clos, natural de Sarriá, provincia de Barcelona, España, y su madre Ana Amores Martínez, natural de Ciego de Ávila, antigua provincia de Puerto Príncipe.
Radicado en Santiago de Cuba, procede a la fundación del Diario de Cuba. Periódico matutino santiaguero que hace su aparición el sábado 1 de diciembre de 1917.

## Obras
- El águila acecha (1921)
- Mientras reía el carnaval (1922)
- Si Cristo perdonó a Magdalena (1925)
- El dedo en la llaga (1931)
- Bajo la garra (Editor Aguilera, Santiago de Cuba, 1922),
- Surco de redención (Imprenta Rampla Bouza, La Habana, 1926),
- Adentro; bien adentro del alma cubana (Ed. El Arte, Manzanillo, 1939 y 1945)
- La reforma penitenciaria en Cuba
- La defensa social
- El sistema penitenciario español y la rendición de penas por el trabajo
- Peritaje médico llamado contradictorio